# AIM-54 Phoenix
AIM-54 Phoenix – (od ang. feniks), amerykański kierowany pocisk rakietowy klasy powietrze-powietrze dalekiego zasięgu, zaprojektowany jako podstawowe uzbrojenie rakietowe samolotu F-14 Tomcat.
Naprowadzanie pocisku na cel odbywa się poprzez półaktywny i aktywny radiolokacyjny układ naprowadzania. 30 września 2004 roku pocisk został wycofany z użycia.

## Historia
Prace rozwojowe nad pociskiem Phoenix rozpoczęto na początku lat 60. po zamknięciu projektu samolotu obrony powietrznej floty F6D Missileer i mających stanowić jego podstawowe uzbrojenie pocisków rakietowych AAM-N-10 Eagle. Firma Hughes rozpoczęła projektowanie nowego pocisku dalekiego zasięgu oznaczonego przez US Navy AAM-N-11 oraz przeznaczonego do jego obsługi systemu kierowania ogniem AN/AWG-9 FCS. Zarówno system kierowania ogniem, jak i nowy pocisk oparto na technologii opracowanej dla pocisku AIM-47 Falcon, przeznaczonego dla eksperymentalnego myśliwca Lockheed YF-12 będącego odmianą rozpoznawczego SR-71 Blackbird. Pocisk Phoenix wraz z systemem kierowania ogniem miał być użyty jako główne uzbrojenie maszyny General Dynamics F-111, planowanej jako nowy samolot przewagi powietrznej i myśliwiec przechwytujący dalekiego zasięgu. W czerwcu 1963 pocisk AAM-N-11 został przemianowany na AIM-54A. Pierwsze testy prototypowych egzemplarzy XAIM-54A rozpoczęto w 1965 roku, a pierwsze skuteczne naprowadzenie i trafienie w cel zanotowano we wrześniu 1966. W czasie, gdy testowano pocisk, program myśliwca F-111B został anulowany, a w zamian wprowadzono nową, mającą pełnić służbę jako samolot przewagi powietrznej i ochrony floty, maszynę F-14 Tomcat. Naturalną koleją rzeczy zarówno pocisk, jak i system kierowania ogniem zaimplementowano w nowym myśliwcu. Pierwsze dostawy pocisków AIM-54A rozpoczęły się w 1973, a wprowadzenie do uzbrojenia w 1974, wyposażając w nie pierwszą eskadrę VF-1 myśliwców F-14.

## Wersje pocisków AIM-54 Phoenix

### AIM-54A
Pierwsza wersja produkcyjna pocisku wprowadzona do uzbrojenia w 1974 roku. Jedynym samolotem zdolnym do przenoszenia tych pocisków był myśliwiec F-14, który mógł być uzbrojony w sześć pocisków. System kierowania ogniem mógł śledzić jednocześnie 24 cele powietrzne znajdujące się w odległości do 240 km (130 mil morskich). Napęd pocisku stanowił jeden z dwóch typów silników rakietowych na paliwo stałe, Rocketdyne Mk 47 lub Aerojet Mk 60, które rozpędzały pocisk do prędkości przekraczającej 4 Ma. Naprowadzanie pocisku odbywało się przy pomocy autopilota i półaktywnego systemu naprowadzania, który odbierał echo celu oświetlanego okresowo przez radar samolotu-nosiciela, co umożliwiało korekcję kursu pocisku. W odległości 18,2 km od celu rozpoczynało się aktywne naprowadzanie pocisku poprzez załączenie wbudowanego radaru. W celu przechwycenia celów na największych dystansach pocisk leciał na wysokim pułapie dla zredukowania oporów powietrza, dzięki czemu maksymalny dystans od atakowanego przez pocisk w wersji AIM-54A celu, mógł osiągnąć 135 km. Minimalny dystans, na jaki można było użyć pocisku Phoenix, wynosił 3,7 km, a naprowadzanie przy tak krótkim dystansie odbywało się całkowicie aktywnie przy użyciu wbudowanego radaru. Głowica odłamkowo-burząca o masie 60 kg posiadała trzy rodzaje zapalników w tym dwa zbliżeniowe, radarowy i termiczny, oraz uderzeniowy.

### AIM-54B
Pocisk AIM-54A zmodyfikowany w celu uproszczenia produkcji, poprzez zastosowanie stateczników z blachy, a nie aerodynamicznych powierzchni z wypełniaczami ulowymi. Pocisk został unowocześniony i polepszono jego zdolności przechwytywania pocisków manewrujących. Produkcja AIM-54B rozpoczęła się w 1977 roku.

### AIM-54C
Prace projektowe nad tą wersją pocisku, znacznie ulepszoną w porównaniu do poprzedniego modelu, rozpoczęto w 1977 roku. Pocisk został wyposażony w całkowicie nowy system naprowadzający, nową elektronikę oraz system nawigacji bezwładnościowej INS, ale największą jego cechą było znaczne zredukowanie podatności na zakłócenia środkami ECM. Zastosowano również nowy silnik rakietowy zdolny rozpędzić pocisk do większych prędkości i atakować cele na dłuższych dystansach. Prototyp pocisku oznaczony jako XAIM-54C dostarczono do testów w sierpniu 1979 roku, a wersje produkcyjne zaczęto dostarczać w 1982. W 1986 pocisk został oficjalnie wprowadzony do uzbrojenia.

### AIM-54C ECCM/Sealed
Pociski AIM-54C były wielokrotnie unowocześniane i modernizowane podczas całego okresu produkcji. Wymieniono głowicę bojową na nowszą, o 25 procent efektywniejszą oraz zastosowano wewnętrzną kompensację temperaturową pocisku, co spowodowało, że przenoszące je samoloty F-14 nie musiały posiadać pełniących dotychczas tę funkcję dodatkowych urządzeń. Pierwsze pociski z kompensacją temperaturową dostarczono w 1986 roku, dla odróżnienia nazywając je sealed (ang. uszczelniony) lub AIM-54C+. W dalszej kolejności jeszcze bardziej zmniejszono wrażliwość na zakłócenia poprzez zastosowanie nowych procesorów sygnałowych oraz zmianę oprogramowania. Wersja ta została oznaczona jako AIM-54C ECCM/Sealed i wprowadzona do uzbrojenia w 1988 roku.

## Użycie bojowe AIM-54 Phoenix

### Lotnictwo Iranu
Siły powietrzne Iranu użytkowały myśliwce F-14 Tomcat uzbrojone w pociski AIM-54 Phoenix, dostarczone jeszcze za proamerykańskich rządów szacha. Oficjalnie do czasu anulowania dostaw uzbrojenia po powrocie do kraju Chomeiniego, dostarczono 285 pocisków. Większość z nich zgodnie z raportami zatrudnionych w Iranie techników amerykańskich została sabotowana i prawdopodobnie niezdatna do użycia. Mimo to, podczas konfliktu z Irakiem, który wybuchł w 1980 roku, prawdopodobnie użyto pocisków Phoenix przeciwko samolotom irackim. Dane dotyczące zestrzeleń są bardzo rozbieżne i mówią o nawet 70 zestrzeleniach, a z kolei inne informacje o 35-45 zestrzeleniach. Obecnie nie jest możliwe potwierdzenie żadnej z tych liczb. Odnotowano jedno udokumentowane odpalenie AIM-54 Phoenix przez lotnictwo irańskie przeciw dwóm irackim samolotom MiG-25, ale oba pociski chybiły.
Podczas prezentacji samolotu F-14 Tomcat władzom irańskim w styczniu 1979, dokonano zestrzelenia celu latającego znajdującego się w odległości 212 km.

### Lotnictwo Stanów Zjednoczonych
Dwie potyczki powietrzne nad libijską zatoką Wielka Syrta w 1981 i 1989 roku z udziałem amerykańskich samolotów F-14 Tomcat, które w obu starciach zestrzeliły po dwa samoloty przeciwnika, początkowo uważano za pierwsze bojowe użycie w służbie amerykańskiej pocisków Phoenix. W rzeczywistości jednak wszystkich zestrzeleń dokonano pociskami AIM-7 Sparrow i AIM-9 Sidewinder. Od 30 września 2004 pociski AIM-54 zostały wycofane z użycia i zastąpione nowocześniejszym, ale o mniejszym zasięgu AIM-120 AMRAAM.